# Сунь Цзэхао
Цзэхао Сунь (англ. Zehao Sun, a.k.a. "Taylor Sun", (кит. упр. 孙泽浩, пиньинь Sūn Zéhào); 13 декабря 1995) — китайский хоккеист, вратарь.
На уровне КХЛ вратарь дебютировал в сезоне 2018/2019, 17 января 2019 года, в матче против ярославского «Локомотива», выйдя вместо Томи Кархунена, пропустившего по ходу встречи три шайбы. За оставшуюся часть времени Сунь Цзэхао пропустил ещё две шайбы, отразив при этом 13 бросков. Свой следующий матч вратарь провёл 17 февраля того же года, в Хабаровске, против местного «Амура». В этой встрече Сунь Цзэхао вышел на замену Александру Лазушину, пропустившему 5 шайб за два периода. По итогу той встречи Цзэхао пропустил ещё две шайбы, отразив при этом 13 бросков, как и в своей дебютной игре.